# Aiuto! Il mio sedere è impazzito
Aiuto! Il mio sedere è impazzito (The Day My Butt Went Psycho!) è una serie animata canadese-australiana, liberamente ispirata al romanzo The Day My Bum Went Psycho di Andy Griffiths. La serie ha debuttato sul canale australiano Nine Network nel settembre 2013 e sull'emittente canadese Teletoon il 12 giugno 2014. In Italia è stata trasmessa sul canale K2 dall'8 dicembre 2014.

## Trama
Molti anni prima dell'inizio della storia i sederi antropomorfi hanno conquistato la Terra, ma quattro famosi acchiappachiappe: Silas Sterne, il Baciatore, la Sculacciatrice e lo Schiacciatore, salvarono il mondo dalla rivolta dei sederi malvagi. Ora i sederi vivono in pace con gli umani mentre il mondo aspetta il nuovo grande acchiappachiappe; il suo nome è Zack Erwin Freeman, insieme al suo "Lato B" Deuce e all'abile combattente Eleanor Sterne (figlia di Silas) deve salvare il mondo dal Grande Sedere Bianco che vuole dominare su tutti i sederi insieme ai suoi compagni: Il Principe e Mourice.
Negli episodi "Caccia al cervello" e "L'ampetto di Shakespeare" compaiono Squitto lo Scoiattolo, Dave e Nestor, protagonisti di Squitto lo scoiattolo.

## Personaggi
- Zack Erwin Freeman: è il protagonista della serie. Ha 12 anni e vive insieme a sua nonna in una casa che puntualmente va a pezzi. Il suo migliore amico è Deuce, il quale è il suo sedere. Insieme a Eleanor Sterne, i tre vivono fantastiche avventure. Silas Sterne è il suo eroe.[3]
- Deuce: è il sedere di Zack e il suo migliore amico e insieme a lui costui vive tante avventure. Fa puzzette a destra e a manca. Quando si trova davanti al "Chiapburger" non resiste a ordinare chiapburger.
- Eleanor Sterne: una acchiappachiappe figlia del famoso acchiappachiappe Silas Sterne. Ha capelli rossi ed è paranoica ed isterica. Si arrabbia molto quando Zack e Deuce fanno i tonti.
- Silas Sterne: un famoso acchiappachiappe che ha combattuto nella guerra dei sederi e padre di Eleanor. È molto apprezzato da Zack.
- Grande Sedere Bianco: l'antagonista della serie, come dice il nome è grande e bianco. Tenta di conquistare il mondo, ma grazie a Zack, Deuce ed Eleonor viene sempre rispedito nel suo covo sottoterra. Ha due scagnozzi: Il Principe e Maurice. È doppiato in italiano da Dodo Versino[4]
- Il Principe: secondo antagonista della serie, è fedele al suo capo. È grande amico di Maurice ed è molto intelligente. Ha dei baffi a pizzetto ed è di colore verde.
- Maurice: terzo antagonista della serie, anche lui fedele al Grande Sedere Bianco. È stupido e ama fare la ballerina, ma nonostante tutto, è forte ed è il migliore amico del Principe.
- Jonas Edis II: un ragazzo ricco e vanitoso che ama vantarsi, è il vicino di Zack. Ha un servo chiamato Chiappordomo.
- Nonna: la nonna di Zack. Sembra una nonna dolce e affettuosa, ma quando Zack non è in giro combatte come spia per gli acchiappachiappe e di questo il nipote non è a conoscenza.

## Episodi

### Prima stagione (2013–2014)
1. Fa-natici/La stanza dei trofei
2. La nonna si mette a sedere/Il vichiappingo
3. Gluteus Maximus/La storia in un panino
4. Una sorpresa coi baffi/La talpopò regina
5. Sciaquonetor/Una strana allergia
6. La giornata dell'armonia/Se io fossi te!
7. La guerra è finita!/Il super frullato
8. Supereroe per caso/Il poga
9. Paleodivertimento/Questione di istinto
10. Il re e il giullare/Il trono di porcellana
11. Il piano cantato/Chi si ferma è perduto
12. Lo strato protettivo/Ne resterà uno solo
13. Il diario segreto/Il concorso
14. Avventura nelle fogne/Cambio di campo
15. Schiappati alla nascita/Inganno sul set
16. Chi ha paura del Grande Sedere Bianco?/Blackout a Mable Town
17. Mutande libere!/Una mamma terribile
18. Aiuto, il mio sedere ha perso la memoria/Teschio e chiappe
19. Il Deuce dei desideri/L'invasione delle popòscimmie!
20. Le mutande di cristallo/Tato lo smutandato!

### Seconda stagione (2015)
1. Mammizzati/Le buone maniere
2. Ned Puzzon/La finestra sulle Pon-Pon
3. Zombie alieni da Urano/L'acchiappa-Silas
4. Polpetta/Il D-Team
5. Il bagno sulla collina stregata/Il miglior gelato
6. Il messaggio top segret/Il petornado
7. Il vecchio sedere ed il mare/Pizzicami, se ci riesci
8. Un tipo un po' snob/Deuce e i superpoteri
9. Ritorno di fiamma/Il calendario
10. Una nuova tribù/Chiapping Bad
11. L'ultimo degli stura-unicorni/La gara di odori
12. La via verso la fama/Un appuntamento con Paige
13. I nuovi cereali/L'Ampeto di Shakespeare
14. Il giorno padre-figlia/La tigre ed il puzzone
15. Caccia al cervello/Il test infallibile
16. Il chiappatore oscuro/Processi ingiusti
17. Il grande confine/Basta regole!
18. Water impazziti/Questione di muscoli
19. Il destino di Deuce/Il cappello magico
20. L'arma segreta